# Орден «Курмет»
О́рден «Курмет» (каз. Құрмет «почёт, уважение») — орден республики Казахстан, учреждён 1 апреля 1993 года. Разработан архитектором Базарбаевым Суйерханом Оспанбековичем.
Орденом «Курмет» награждаются граждане за заслуги в развитии экономики, социальной сферы, науки и культуры, образования, за образцовую службу в государственных органах и активную общественную деятельность.
Орден не имеет степеней.

## Описание
Орден был учреждён Законом Республики Казахстан от 1 апреля 1993 года № 2069-XII «О Государственных наградах Республики Казахстан».
Знак ордена изготавливается из серебра и представляет собой позолоченную пятиконечную звезду, лучи которой покрыты эмалью зелёного цвета и оканчиваются элементами казахского орнамента. Между лучей серебряные штралы в виде расходящихся лучей. В центре знака круглый медальон синей эмали с изображением золотого солнца. Под медальоном лента красной эмали с надписью «ҚҰРМЕТ».
Знак при помощи звена в виде элемента казахского орнамента подвешен к шестиугольной орденской колодке, обтянутой орденской лентой.
Орденская лента шёлковая муаровая голубого цвета с белой полоской по середине, окаймлённой красными полосками меньшей ширины.

## Награждённые орденом
см. Кавалеры ордена «Курмет»

## Двойные награждения
- Балжанов, Кумар Каирбаевич (1928-2017) —  советский и казахстанский геолог, Лауреат Государственной премии Республики Казахстан (1994).

## Галерея

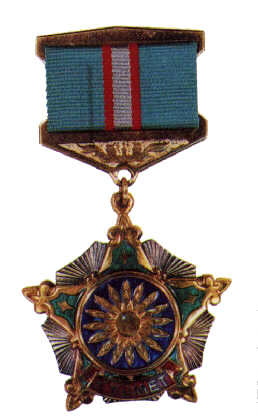
Знак ордена первого типа (до 1998 года)
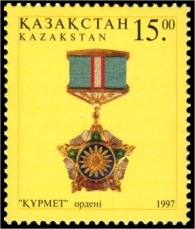
Знак ордена первого типа на почтовой марке Казахстана 1997 года